# Lennart Pinomaa

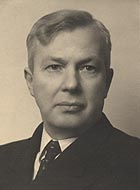
Lennart Pinomaa.

Lennart Bernhard Pinomaa (Gulin fram till 1935), född 13 april 1901 i S:t Michel i Finland, död 13 januari 1996 i Helsingfors, var en finländsk teolog, teol.dr 1940. Han var kyrkoherdeadjunkt i Helsingfors 1934–1948 och professor i systematisk teologi vid Helsingfors universitet 1948–1968. Som forskare var han influerad av den s.k. lundateologin som bl.a. eftersträvade att lägga en vetenskapligt hållbar grund för det teologiska arbetet. Pinomaa skapade sig ett namn främst tack vare sina forskningar i Martin Luthers teologi. Om detta ämne publicerade han ett flertal vetenskapliga arbeten.